# Emilio Pignoli
Dom Emilio Pignoli (Cappella de' Picenardi, 14 de dezembro de 1932) é um bispo católico ítalo-brasileiro. É Bispo emérito da Diocese de Campo Limpo. É irmão de Dom Angelo Pignoli, bispo emérito de Quixada, Ceará.
Foi bispo da Diocese de Mogi das Cruzes de 1976 a 1989 e da Diocese de Campo Limpo de 1989 a 2008, quando pediu a renuncia ao santo padre pelo limite de idade. Grande promotor das vocações sacerdotais, e mentor da expansão das estruturas paroquiais em ambas dioceses, criando aproximadamente sessenta novas paróquias no sudoeste da grande São Paulo. Construiu ou reformou quatro seminários, construiu a Catedral da Sagrada Família, em arrojado estilo arquitetônico, entre os anos de 1991 e 1997.

## Ordenações Episcopais
Consagrante de:
- Dom João Bergese (1981).
- Dom Rosalvo Cordeiro de Lima (2011).
- Dom Otacílio Ferreira de Lacerda (2017).